# Rebecca Dyson-Smith
Rebecca Dyson-Smith (* 1993 in London) ist eine britisch-deutsche Schauspielerin.

## Leben
Rebecca Dyson-Smith wurde in London geboren und wuchs in München auf. Ihre Schauspielausbildung erhielt sie ab 2012 am Royal Conservatoire of Scotland, die sie 2015 als Bachelor abschloss. Es folgten Workshops am Actors Center London, mit der Impulse Company in London und dem Coachingteam Frank Betzelt sowie am Studio Tambour. Am Theater war sie unter anderem 2019 in einer Bühnenfassung von Unterstadt von Ivana Šojat unter der Regie von Ria Samartzi mit dem Foreign Affairs Ensemble zu sehen.
2016 verkörperte sie die Rolle der Anna von Kleve in der BBC-Serie Secrets of the Six Wives. In den Serien Doctors, SOKO München,  8 Tage und Familie Dr. Kleist war sie in Episodenrollen zu sehen. 2018 spielte sie in der BBC-Miniserie The City and the City von Tom Shankland die Rolle der Studentin Sariska. Im Netflix-Actionhorrorfilm  Blood Red Sky (2021) von Peter Thorwarth übernahm sie die Rolle der Karen Brown. Im selben Jahr war sie im Musicalfilm Annette (2021) mit Adam Driver und Marion Cotillard als Jane Smith zu sehen.
In der im Dezember 2022 in der ZDFmediathek veröffentlichten Folge Hochzeitsreise nach Ligurien der ZDF-Reihe Kreuzfahrt ins Glück übernahm sie an der Seite von Patrick Dollmann als Flugzeugbauer Julian eine Episodenhauptrolle als Pilotin Sofie.

## Filmografie (Auswahl)
- 2015: In Cube
- 2016: Million Dollar American Princesses – Beautiful and the Doomed (Fernsehserie)
- 2016: Doctors – The Rules of the Game (Fernsehserie)
- 2016: Six Wives with Lucy Worsley – Divorced, Beheaded, Survived (Mini-Serie, Dokumentation)
- 2017: Knights of the Damned
- 2018: SOKO München – Machtlos (Fernsehserie)
- 2018: The City and the City (Mini-Serie, 2 Episoden)
- 2018: Dragon Kingdom
- 2019: 8 Tage – Trennung (Mini-Serie)
- 2019: Familie Dr. Kleist – Fremdstoffe (Fernsehserie)
- 2020: Das Damengambit (The Queen’s Gambit, Miniserie, 2 Episoden)
- 2021: Annette
- 2021: Blood Red Sky
- 2022: Almost Fly – California (Fernsehserie)
- 2022: Mad Heidi
- 2022: Wilsberg – Schmeckt nach Mord (Fernsehreihe)
- 2022: Kreuzfahrt ins Glück – Hochzeitsreise nach Ligurien (Fernsehreihe)
- 2023: Wilsberg – Folge mir (Fernsehreihe)